# Geoffroy II Poulain
 (juin 2025).
Geoffroy II Poulain, mort vers 1279, est un chevalier croisé, probablement originaire du royaume de France, qui fut dans les États latins d'Orient seigneur-titulaire d'Haïfa.
Il est le fils aîné de Gilles Ier Poulain, seigneur d'Haïfa, et de son épouse Marguerite de Brie. La ville d'Haïfa est capturée et détruite en mars 1265 par les Mamelouks aussi à partie de cette date son père n'en est plus que le seigneur-titulaire. Lorsque ce dernier meurt vers 1270, son fils aîné n'hérite donc que de ses prétentions à la seigneurie.
Il épouse Beduine, fille de Jean Beduin, avec qui il a deux enfants :
- Gilles II Poulain, qui hérite des titres de son père et qui épouse Philippa, fille de Jean d'Antioche, maréchal du royaume de Chypre ;
- Marguerite Poulain, qui épouse Thomas du Gibelet.

Il meurt vers 1279 et c'est son fils aîné Gilles II qui hérite de ses droits à la seigneurie d'Haïfa.